# Блицкриг

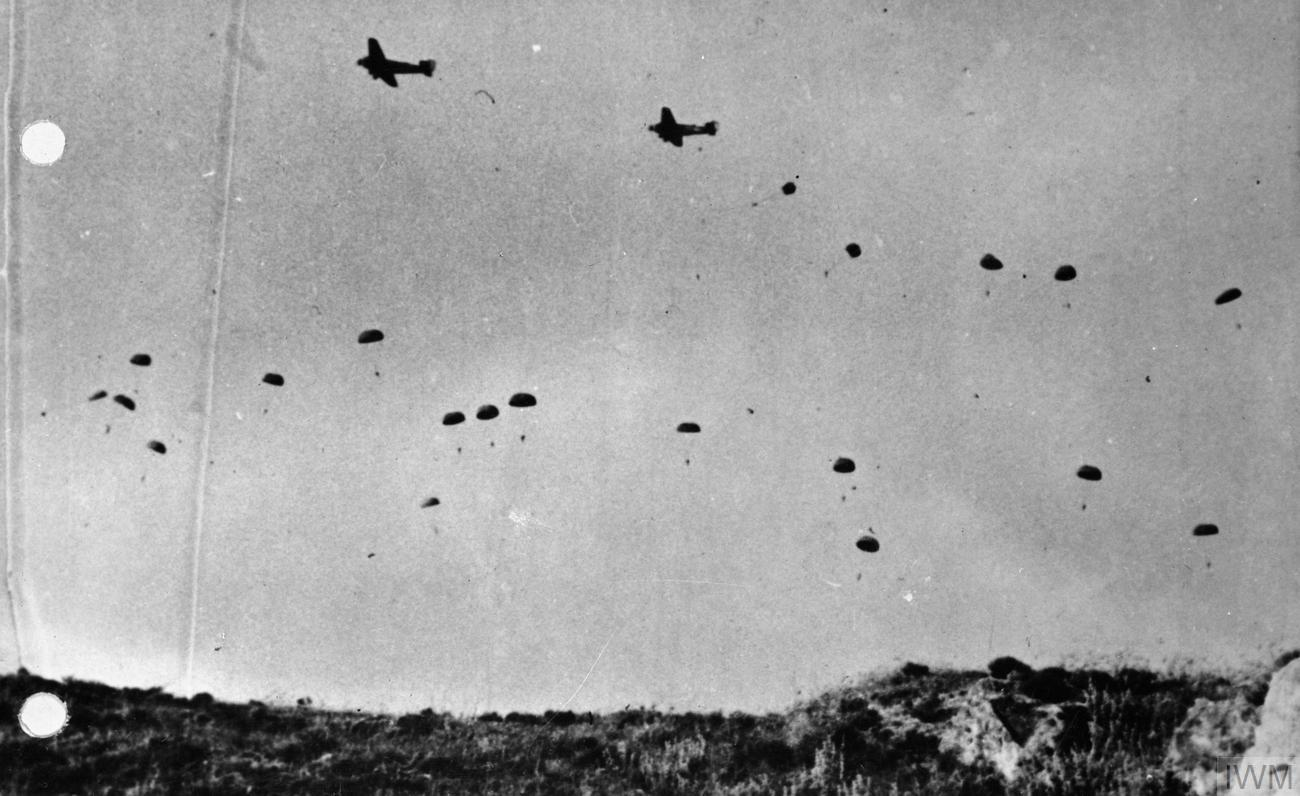
Немецкие парашютисты десантируются на остров Крит, 1941

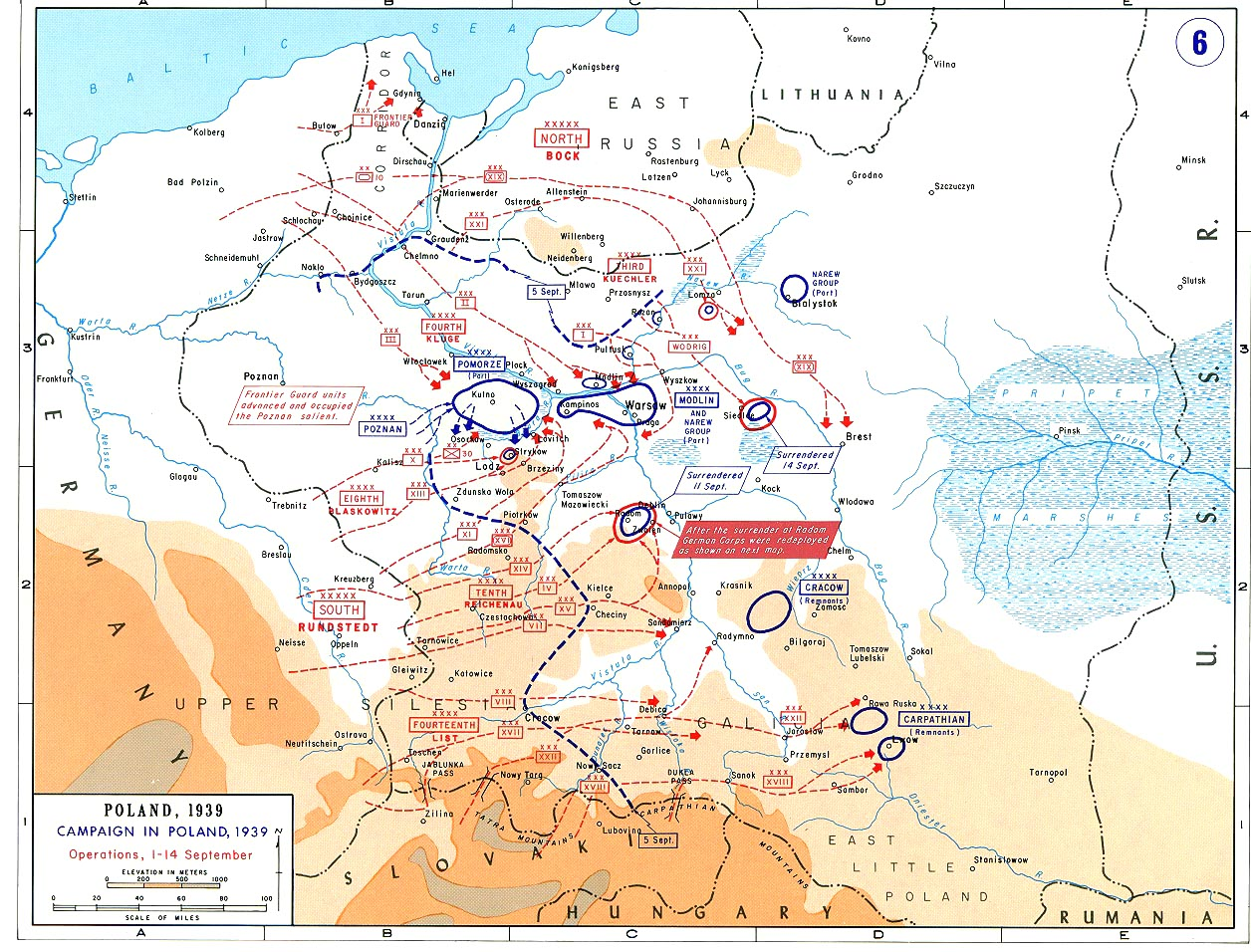
Карта Польской кампании вермахта в сентябре 1939 года

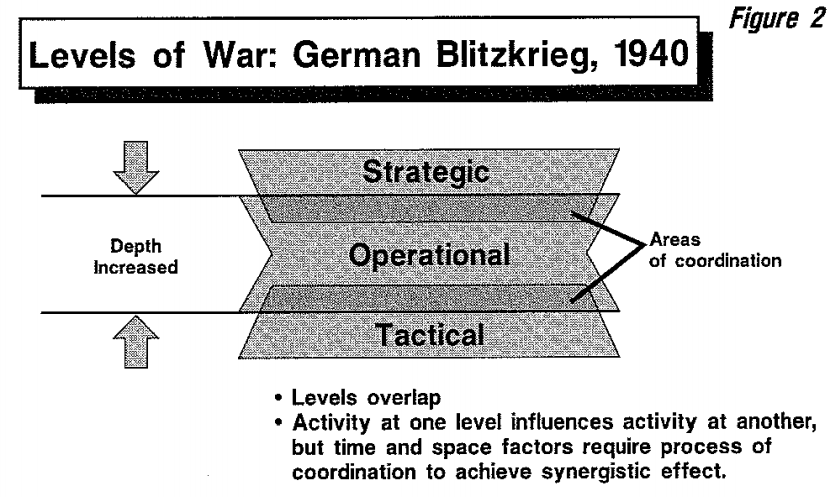
Рисунок 2. Уровни войны — немецкий блицкриг, 1940 год. В этой эволюции уровней войны блицкриг повлёк за собой явное наложение стратегии и тактики на оперативное искусство. Постоянная координация между командирами на трёх уровнях позволила добиться многократного эффекта от мобильных воздушно-наземных операций. В то время как мгновенная связь давала возможность использовать неожиданный успех на поле боя, прогрессивное расширение поля боя с помощью применения механизированных и авиационных формирований также сокращало время для принятия решений и ускоряло скорость передвижения формирований и событий, происходящие на войне… // Дуглас А. Макгрегор, «Битвы будущего: слияние уровней войны», Военный колледж армии США, 122 Форбс-Авеню, Карлайл, 1992 год, стр. 38. (Douglas A. MacGregor, Future Battle: The Merging Levels of War, U.S. Army War College, 122 Forbes Avenue, Carlisle, 1992, page 38.)

Блицкри́г (нем. Blitzkrieg — «молниеносная война») — концептуальная стратегия ведения скоротечной манёвренной войны, нацеленная на достижение военной победы в максимально сжатые и короткие сроки, исчисляемые днями, неделями, или максимум месяцами, до того, как противник сумеет отмобилизовать и развернуть свои основные военные силы и экономику.

## Стратегия
Суть современной стратегии блицкрига заключается в автономных действиях крупных танковых соединений (танковых групп) при активной поддержке авиации, которая должна обеспечить значительное превосходство в воздухе (именно поэтому почти все военные кампании-«блицкриги» начинались с подавления авиации и ПВО противника). Танковые подразделения прорываются в тылы противника на большую глубину, если на пути таких групп попадаются сильно укреплённые позиции врага, то в бой за них не вступают, а окружают их, перерезая им связь с остальными войсками противника. Целью прорыва является захват или уничтожение центров управления и разрушение военной логистики противника. Укрепрайоны, узлы обороны и основные силы противника, оказавшиеся без управления и снабжения, быстро утрачивают боеспособность. Также важной составной частью блицкрига является окружение больших соединений вражеских сил в «котлы», дробление и уничтожение их по частям.

## Терминология
Существует мнение, что в Германии термин «блицкриг» не употреблялся, — термина нет в методических материалах ни Вермахта, ни Люфтваффе, ни Кригсмарине. По некоторым данным, термин впервые появился в сентябре 1939 года в статье британской Times.  Известный американский специалист по истории Вермахта Роберт Сити́но пишет:

Блицкриг не являлся ни операционным планом, ни даже тактической системой. На самом деле такое понятие вообще не существует, — во всяком случае, в том виде, как его представляют. Немецкие военные никогда не использовали термин «Blitzkrieg» в сколько-нибудь конкретном смысле. Термин означал просто быструю и решительную победу («молниеносная война»). В межвоенный период немцы не изобрели ничего принципиально нового в тактике, — новым был лишь инструмент реализации тактики. А именно, применение технических средств, таких как танки, авиация и радиосвязь в хорошо известной тактике манёвренной войны.
Оригинальный текст (англ.)

Первоначально, во время Второй мировой войны, термин «блицкриг» имел пропагандистский характер. В послевоенный период термин получил широкое распространение и в частности, вошёл в научный обиход и стал использоваться для раскрытия особых черт военной стратегии Германии в Первой и Второй мировых войнах, а также её оперативно-стратегического искусства во Второй мировой войне.

## Практическое применение
Хотя термин «блицкриг» принято относить к событиям первого периода Второй мировой войны, но его принципы, и в частности, оперативное искусство и тактика, имеют довольно глубокие исторические корни. Идеи «блицкрига» начал прорабатывать ещё Хельмут Мольтке (старший) при подготовке победоносных войн против Дании, Австрии и Франции. В своих работах Мольтке (старший) использовал термины «скоротечная война» и «быстротечная война». Планомерной теоретической и практической подготовкой блицкрига начал заниматься германский Большой Генеральный штаб с 1890-х годов, когда появилась проблема будущей войны Германии на два фронта.
Одна из первых попыток провести блицкриг была предпринята германской армией в ходе Первой мировой войны на Западном фронте. Согласно плану Шлиффена планировалось, наступая по широкой дуге с северного фаса германо-французской границы, нанести молниеносный сокрушительный стратегический удар по Франции, и таким образом, за 1,5—2 месяца завершить войну полной капитуляцией Франции, а затем переключиться на Восточный фронт. Однако сопротивление французских и бельгийских войск сломало этот план. Академик РАН А.А. Кокошин, 6-й Секретарь Совета Безопасности РФ, отталкиваясь прежде всего от исследований А.А. Свечина, отмечает, что немецкий блицкриг 1914 г. в первую очередь не удался в силу того, что преемник фон Шлиффена на посту начальника Большого генерального штаба Хельмут фон Мольтке-младший вопреки разработкам и настоятельным заветам фон Шлиффена значительно ослабил правое крыло германской армии (на 5 корпусов) в пользу центра. В результате темпы германского наступления оказались ниже, чем планировал фон Шлиффен, и в исключительно напряженной битве на Марне у немцев не хватило нескольких корпусов для одержания крупной победы, которая могла бы решить судьбу войны. «Не разгромив вооруженные силы Франции в первые несколько недель, Германия уже за четыре года до окончания Первой мировой войны проиграла ее», – пишет А.А. Кокошин. Свой вклад в срыв плана фон Шлиффена внесло отсутствие тогда танков и несовершенство авиации той эпохи, а также более стремительное, чем это ожидалось, наступление Русской императорской армии в Восточной Пруссии, что потребовало перебросить часть войск для его отражения. Всё это привело к тому, что германские войска на Западном фронте продвигались недостаточно быстро для осуществления блицкрига, вследствие чего Антанта смогла подтянуть основные силы и выиграть битву на Марне в сентябре 1914 года. В результате война приняла затяжной и позиционный характер. Как показал исход войны, это стало первой стратегической победой Антанты, — теперь победу в войне мог одержать тот, на чьей стороне было экономическое превосходство, то есть Антанта…
Впервые блицкриг на практике был успешно осуществлён германскими военными стратегами (Манштейн, Клейст, Гудериан, Рундштедт и другие) в начале Второй мировой войны при захвате Польской республики: к концу сентября Вермахт добился своего решающего преимущества, при этом поляки имели более миллиона человек призывного возраста, которых просто не успели мобилизовать. Продлилась Польская кампания всего 36 суток — с 1 сентября по 5 октября 1939 года (дата прекращения сопротивления последних регулярных частей польской армии). Во время Французской кампании Вермахт фактически реализовал план фон Шлиффена, так как к моменту подписания перемирия Франция также не исчерпала свои людские и экономические резервы — вся кампания заняла 44 дня (с 10 мая по 22 июня 1940 года).
Особняком стоит наступательная фаза немецкой восточной кампании против СССР — операция «Барбаросса». С одной стороны, театр военных действий получился очень большим, и классический единовременный блицкриг в духе, например, Французской компании Вермахта на таком большом театре военных действий естественно был практически невозможен. Тем не менее, в начале Великой Отечественной войны стратегия блицкрига позволила германскому Вермахту быстро разбить советские войска в полосе 100—300 км к востоку от границы. Огромные территории СССР, и путём неимоверных усилий реализованная руководством СССР передислокация ряда предприятий оборонной промышленности, давали возможность Красной армии для манёвра и отхода на значительные территории вглубь страны. Тогда как износ вооружения и военной техники, а также потеря германской армией крайне ценного для блицкрига времени на уничтожение окружённых группировок советских войск и сопротивление обороняющихся, привели в итоге к провалу блицкрига на Восточном фронте. Американский генерал Дуглас Макартур вскоре после начала вторжения писал:
Немецкое вторжение в СССР — это выдающееся в военном отношении событие. Ещё никогда прежде не предпринималось наступление в таких масштабах, когда за такое короткое время преодолевались такие огромные расстояния… Это триумф немецкой армии….
Но далее он предсказывал:
Оборонительные действия в Китае показали, что народ достаточно многочисленный, имеющий достаточный боевой дух, занимающий достаточно большую территорию, куда можно отступить, не может быть побеждён молниеносной войной. На основе обороны Китая берусь предсказать, что немецкое наступление в России окончится провалом. Рано или поздно, в одном или другом месте, оно неизбежно выдохнется и захлебнётся.
При этом Макартур не упомянул о возможности передислокации промышленности на большие территории, осуществлённой в СССР из потенциально опасных районов европейской части страны. Результат известен: блицкриг Вермахтом зимой 1941—1942 годов был провален, война приняла затяжной характер…

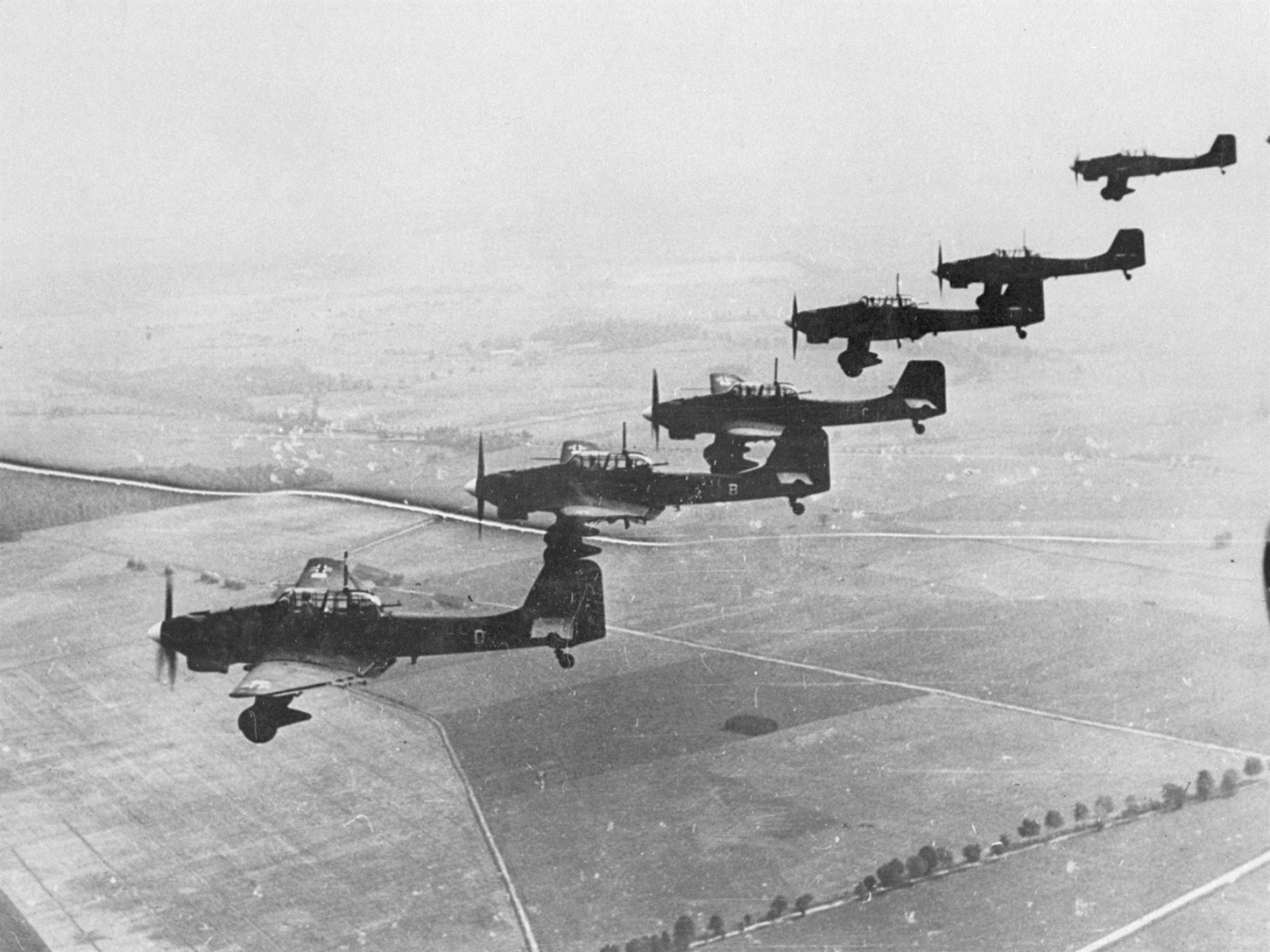
Пикирующие бомбардировщики Ju 87B над Польшей, сентябрь — октябрь 1939
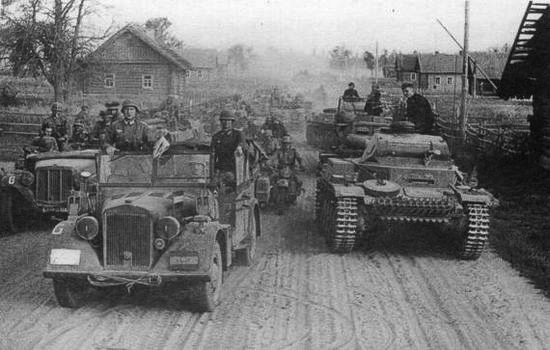
Формирования 3-й танковой группы в районе Пружан (июнь 1941, БССР)
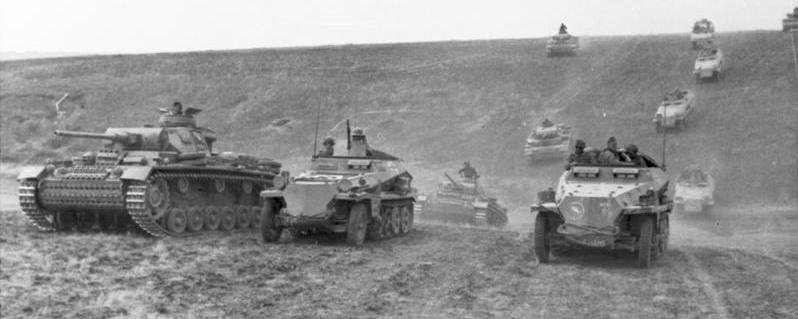
Ударная сила блицкрига — немецкие бронетанковые формирования на территории СССР. Июнь 1942